# مانوئل گاویلان (بازیکن فوتبال اسپانیایی)
مانوئل گاویلان (انگلیسی: Manuel Gavilán؛ زادهٔ ۱۲ ژوئیهٔ ۱۹۹۱) بازیکن فوتبال اهل اسپانیا است.
از باشگاه‌هایی که در آن بازی کرده‌است می‌توان به باشگاه فوتبال زامورا، باشگاه فوتبال رئال بتیس، باشگاه فوتبال بولونیا، و باشگاه فوتبال پیاچنزا اشاره کرد.
وی همچنین در تیم‌های ملی فوتبال زیر ۱۷ سال اسپانیا، زیر ۱۸ سال اسپانیا، و زیر ۱۹ سال اسپانیا بازی کرده‌است.